# Pali się
Pali się è un singolo del gruppo musicale polacco Tulia, pubblicato il 23 novembre 2018 come quinto estratto dal primo album in studio eponimo. Il brano è stato scritto da Sonia Krasny, Allan Rich e Jud Friedmann, ed è stato composto da Nadia Dalin.

## Promozione
Il brano è stato selezionato internamente dall'ente radiotelevisivo nazionale TVP per rappresentare la Polonia all'Eurovision Song Contest 2019 a Tel Aviv, in Israele. Per l'occasione è stata creata una versione bilingue cantata in polacco e in inglese del brano, denominata Fire of Love (Pali się), pubblicata l'8 marzo 2019.
All'Eurovision le Tulia si sono esibite nella prima semifinale del 14 maggio, ma non si sono qualificate per la finale, piazzandosi all'11º posto su 17 partecipanti con 120 punti totalizzati, di cui 60 dal televoto e 60 dalle giurie. Tuttavia, dopo la finale è emerso che Jitka Zelenková, una dei cinque giurati della Repubblica Ceca, ha per sbaglio votato al contrario durante la semifinale, piazzando le Tulia terzultime invece che terze. L'errore è costato alle Tulia 3 punti, che avrebbero garantito loro un posto nella finale, andato invece alla rappresentante bielorussa Zena.

## Tracce
Download digitale
1. Fire of Love (Pali się) – 2:45